# Jordan Crane
Pour les articles homonymes, voir Crane.

a Compétitions nationales et continentales officielles uniquement.

b Matchs officiels uniquement.
Dernière mise à jour le 20 avril 2020.
Jordan Stephen Crane, né le 3 juin 1986 à Bromsgrove, est un joueur de rugby à XV anglais. Il joue en équipe d'Angleterre et évolue au poste de troisième ligne centre au sein de l'effectif des Bristol Bears.

## Biographie
Jordan Crane honore sa première cape internationale en équipe d'Angleterre le 22 novembre 2008 contre l'équipe d'Afrique du Sud pour une défaite 42-6. Il a auparavant connu les sélections de jeunes en moins de 18, de 19 et de 21 ans. Puis il a intégré l'Angleterre B, appelée Saxons, avant d'être appelé au niveau suprême à l'occasion des tournées d'automne 2008. Lors de la demi-finale de Coupe d'Europe de rugby à XV 2008-2009 Cardiff Blues-Leicester Tigers, Martyn Williams rate son tir au but et Jordan Crane qualifie Leicester 7-6 aux tirs au but,. Pour la première fois de l'histoire des compétitions européennes de clubs, les tirs au but doivent départager les équipes.

## Palmarès
- Vainqueur du Championnat d'Angleterre en 2007, 2009 et 2010
- Finaliste du Championnat d'Angleterre en 2008
- Vainqueur de la Coupe d'Angleterre en 2007
- Finaliste de la Coupe d'Angleterre en 2008
- Finaliste de la Coupe d'Europe en 2007 et 2009
- Vainqueur du RFU CHAMPIONSHIP en 2018